# Turów (Pęcław)
Pour les articles homonymes, voir Turów.
Turów est une localité polonaise de la gmina de Pęcław, située dans le powiat de Głogów en voïvodie de Basse-Silésie.